# Rombicosidodecaedro metagirato diminuito
In geometria solida, il rombicosidodecaedro metagirato diminuito è un poliedro con 52 facce che può essere costruito, come intuibile dal suo nome, girando e poi diminuendo un rombicosidodecaedro, ossia ruotando di 36° una cupole pentagonali  che possono essere individuate sulla sua superficie e quindi sottraendogli una delle cupole non opposto a non adiacente a quella ruotata.

## Caratteristiche
Il rombicosidodecaedro metagirato diminuito è uno dei 92 solidi di Johnson, in particolare quello indicato come J78, ossia un poliedro strettamente convesso avente come facce dei poligoni regolari ma comunque non appartenente alla famiglia dei poliedri uniformi, ed è il quattordicesimo di una serie di diciannove solidi archimedei modificati tutti facenti parte dei solidi di Johnson.
Per quanto riguarda i 55 vertici di questo poliedro, su 45 di essi incidono una faccia pentagonale, due quadrate e una triangolare, mentre sui restanti 10 incidono una faccia decagonale, una pentagonale e una quadrata.

## Formule
Considerando un rombicosidodecaedro metagirato diminuito avente come facce dei poligoni regolari aventi lato di lunghezza {\displaystyle a}, le formule per il calcolo del volume {\displaystyle V} e della superficie {\displaystyle A} risultano essere:
{\displaystyle V={\frac {a^{3}}{6}}\left(115+54{\sqrt {5}}\right)\approx 39,2912785\ldots a^{3};}
{\displaystyle A={\frac {a^{2}}{4}}\left(100+15{\sqrt {3}}+\left(10+11{\sqrt {5}}\right){\sqrt {5+2{\sqrt {5}}}}\right)\approx 58,1146508\ldots a^{2}.}